# Pseudemys nelsoni
La tortuga de vientre rojo de Florida (Pseudemys nelsoni) es una especie de tortuga de la familia Emydidae. Es un endemismo de Estados Unidos, su área de distribución se encuentra en Florida y el sur de Georgia. Es principalmente herbívora y se puede encontrar en casi cualquier tipo de hábitat acuático. Alcanza densidades particularmente elevadas en primavera y en ocasiones se puede encontrar en agua salobre. Esta especie está activa durante todo el año y pasa gran parte del día tomando el sol en los troncos. Se observan a veces para poner sus huevos en los montículos de nidos de cocodrilos.

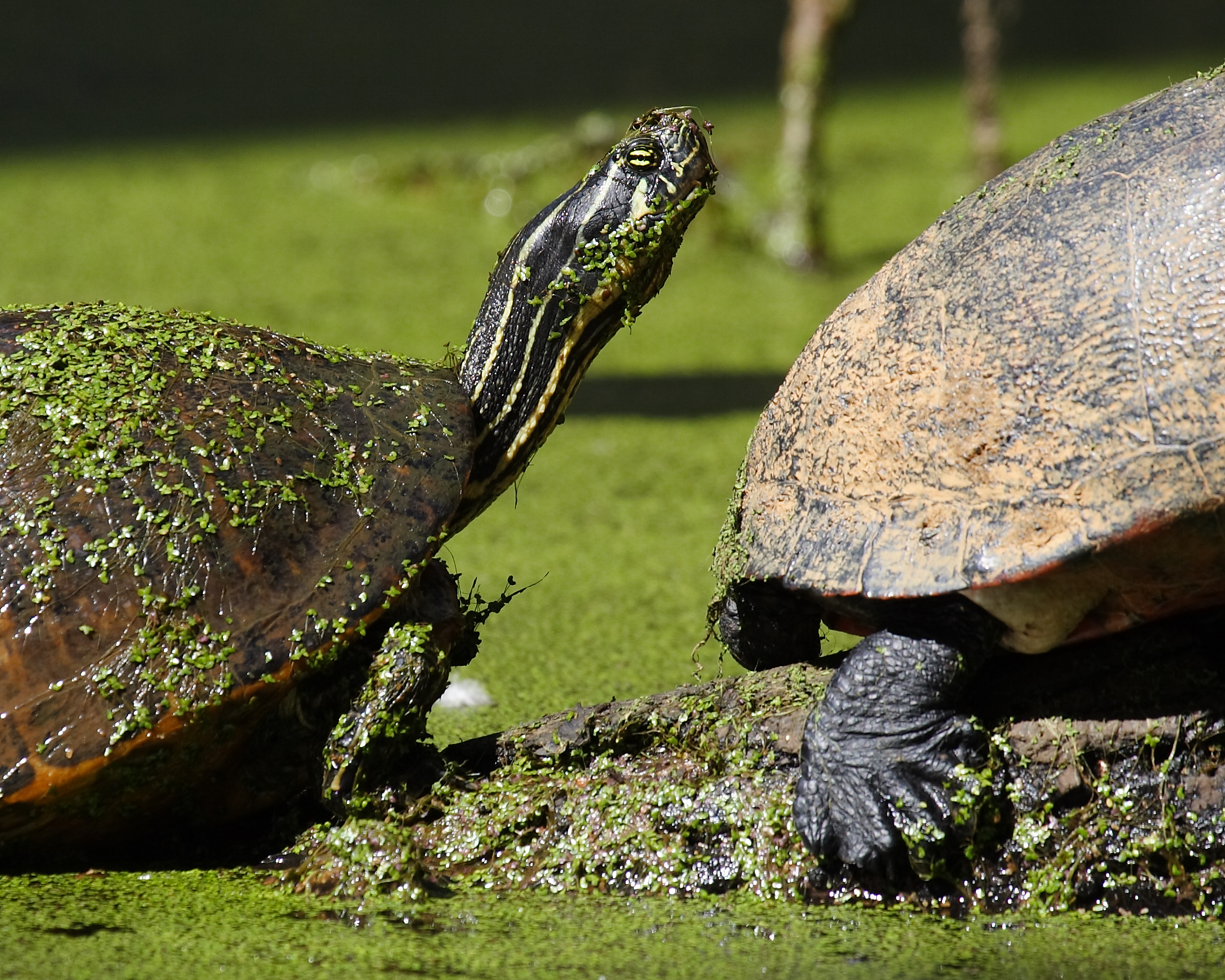
Hembra tomando el sol.

Está estrechamente relacionada con Pseudemys floridana y a menudo se pueden encontrar tomando el sol en los troncos juntas. Se distingue de las otras tortugas por su llamativo color rojo con tintes en el plastrón (en el vientre) y dos cúspides (como los dientes) en el pico superior. Como la mayoría de las tortugas Pseudemys, esta especie es una tortuga de río bastante grande. La longitud del caparazón de las tortugas maduras pueden ir desde los 20,3 cm hasta los 37,5 cm. Las hembras, que en promedio miden 30,5 cm de longitud y pesan 4 kg, son notablemente más grandes que los machos, que miden alrededor de 25 cm y pesan 1,8 kg.
Son comúnmente exportadas como alimento y como mascotas en el comercio, con un 50% de individuos capturados y el 50% criados en cautividad.
La mayoría de las estadísticas de exportación de EE. UU. (en la recogida de la World Trust Chelonian en 2002-2005) simplemente describen las tortugas exportadas por su género Pseudemys, sin identificar la especie. Se exportan por millones, y son en su mayoría criadas en granjas.